# Велика Дівиця
Вели́ка Діви́ця — село в Україні, у Малодівицькій селищній громаді Прилуцького району Чернігівської області. Розташоване на півдні області за 21 км від м. Прилуки і за 3 км від залізничної станції Галка на березі річки Галки (правій притоці річки Удай). Вперше згадується у 1629 році.

## Назва села

### Топонімічнідослідження
Велика Дівиця відноситься до давніх поселень краю. Раніше назва села складалася тільки з іменної частини складного топоніма Дівиця, який походить від колишньої назви річки Дівиця (сучасна назва — Галка). Пізніше вихідці з села Дівиця заснували неподалік село Мала Дівиця — тоді менше за розмірами, ніж Дівиця. Остання на відміну від Малої Дівиці почала зватися Велика Дівиця. Так утворився прикметник складного топоніма Велика Дівиця.
Відомий український історик і генеалог О. М. Лазаревський також підтверджує, що в акті 1740 року річка називалася Дівицею, і припускає, що саме від неї одержали назву села Мала, Велика та Володькова Дівиці (зараз у Носівському районі). Річки Галки як такої не існувало до другої половини XX століття. Вона утворилася частково на місці колишнього русла Дівиці в результаті проведення меліоративних робіт, тому і отримала народну назву «Меліорація».
Назву ж річки Дівиця виводять від індоєвропейського слова dheuina «джерело, потік, течія». Назва утворена за допомогою суфікса -иця. Звідси, очевидно, і гідронім більш пізньої назви річки — Дівичка, утворений від основи за допомогою суфікса -к(а), що виражає відтінок здрібнілості.

### Легенди та перекази
Легенда розповідає, що назва села виникла в XVII столітті за часів Вишневеччини, коли княжий управитель заснував тут два маєтки. Після його смерті неодруженим дочкам — «дівицям» дісталося по маєтку, у яких вони стали жити, а села почали зватися Малою (менша дочка) та Великою (старша дочка) Дівицями. За іншими переказами маєтки та села дісталися донькам в посаг від багатого козака (пана, поміщика, …).
В деяких переказах згадується три доньки і третій теж дісталося село. Третя донька була негарна і ніхто не брав її в шлюб. Батько повідав, що не пошкодує великого приданого за неї тому, хто одружиться з дочкою, промовляючи: «Хай буде аби чия». Так по легенді з'явилася назва села Обичів. Існують ще легенди змінних форм, зміст яких близький.

## Історія
Розкопки проведені у 1962 році переконливо довели, що ще в II—IV ст. нашої ери в даній місцевості були поселення слов'ян. Ще й зараз у Великій Дівиці збереглося городище. За переказами, у цьому колишньому городищі мешканці оборонялися від монголо-татар. Перше старовинне поселення виникло на південній стороні села на острові Печище. Цей острів площею близько пів квадратного кілометра був утворений рукавом колись повноводної річки Галки. До наших днів досить добре збереглася помітна канава, яка напевне захищала селище із західної сторони. По залишках цегли (чому і назва — Печище) можна побачити розташування хат.
Дівицька сотня (1648—1654 роки) виникла восени 1648 року як військовий підрозділ Прилуцького полку. Як адміністративний округ закріплена у цьому ж полку Зборівською угодою 1649 року у кількості 100 козаків. Ліквідована 1654 року після Переяславської угоди з Москвою. Територія увійшла до складу Прилуцької полкової сотні. Сотенний центр — містечко Дівиця, тепер село Велика Дівиця Прилуцького району Чернігівської області. Сотником у 1649 році був Огій Данилович.
У 1709 році прилуцький орендар, Марко Аврамович, отримав універсал від гетьмана Івана Скоропадського (який був також його зятем після шлюбу з донькою, Настею) на села Велика Дівиця та Мала Дівиця. По смерті ж Марка у серпні 1713 року села Велика і Мала Дівиця були передані у власність Гамаліївського монастиря.
Найдавніше знаходження на мапах 1812 рік
У 1862 році у селі володарському казеному та козачому Велика Дівиця була церква та 289 дворів де жило 1217 осіб
У 1911 році у селі Велика Дівиця була Миколаївська церква, земська та церковно-парафійська школи та жило 2008 осіб

## Політика

### Парламентські вибори, 2019
На позачергових парламентських виборах 2019 року у селі функціонувала окрема виборча дільниця № 740588, розташована у приміщенні школи.
Результати
- зареєстровано 319 виборців, явка 71,47%, найбільше голосів віддано за «Слугу народу» — 31,25%, за Радикальну партію Олега Ляшка — 22,77%, за Всеукраїнське об'єднання «Батьківщина» — 20,98%[15]. В одномандатному окрузі найбільше голосів отримав Сергій Коровченко (самовисування) — 34,25%, за Бориса Приходька (самовисування) — 29,22%, за Дмитра Пахомова (Слуга народу) — 10,05%[16].

## Населення
Кількість населення поступово зменшується за рахунок міграції молоді до міст та селищ.
| Рік             | 1859 | 1886 | 1910 | 1925 | 1930 | 1971 | 1972 | 1988 | 2000 | 2008 | 2024 |
| --------------- | ---- | ---- | ---- | ---- | ---- | ---- | ---- | ---- | ---- | ---- | ---- |
| Населення, осіб | 1217 | 1570 | 2134 | 2422 | 2499 | 1099 | 909  | 727  | 613  | 587  | 348  |
| Двори, шт.      | 289  | 289  | 368  | 445  | 458  | 404  | -    | -    | 326  | -    | -    |

Дані про населення подано згідно з інтернет виданнями,,. 

### Мова
Розподіл населення за рідною мовою за даними перепису 2001 року:
| Мова       | Кількість | Відсоток |
| ---------- | --------- | -------- |
| українська | 577       | 98.3%    |
| російська  | 10        | 1.7%     |
| Усього     | 587       | 100%     |

## Освіта
У селі діє Великодівицька загальноосвітня школа І-ІІ ступенів Прилуцької районної ради Чернігівської області де, за станом на 21 квітня 2012 року, працює 9 співробітників та навчається 26 учнів 1-9 класів. В лівому крилі приміщення школи розміщається дитячий садок «Сонечко» Великодівицької сільської ради.

## Архітектура

### Пам'ятники та скульптури
У 1975 році споруджено надгробок на братській могилі воїнів, які загинули 1943 року під час визволення села від гітлерівців, і пам'ятник на честь воїнів-односельців, загиблих (147 осіб) на фронтах німецько-радянської війни.

## Видатні люди
Уродженці села:
- Полив'яна Ніна Степанівна — українська поетеса[23].
- Яременко Василь Омелянович — комісар Чернігівського обласного партизанського загону під командуванням двічі Героя Радянського Союзу О. Ф. Федорова, член Чернігівського підпільного обкому КП(б)У[18].

## Цікаві події
- 11 травня 2012 року місцеві жителі неподалік залізничної колії знайшли склад боєприпасів[24] часів Другої світової війни. Група піротехніків аварійно-рятувального загону спецпризначення Територіального управління МНС упродовж 11-15 травня загалом виявила та знищила 460 боєприпасів — 453 артснаряди калібру 76 і 57 мм та 7 мінометних мін калібру 82 мм.
- На інформаційно-аналітичному порталі "Коментарі: "[25] Велика Дівиця увійшла до списків населених пунктів України з найцікавішими та найвеселішими назвами.
- У квітні 2013 року, через небезпеку падіння масивних гілок на проїжджу частину, будівлі та комунікації, було спиляно два аварійні масивні дерева — берест та осику, з яких починалася алея шкільного двору перед входом до приміщення. За підрахунками мешканців по кількості кілець у зрубі, дерева прожили близько 90 років, що більш ніж удвічі більше за вік приміщення школи.

## Виноски
1. ↑  УРЕ. Архів оригіналу за 29 травня 2015. Процитовано 14 травня 2019.
2. 1 2  Янко М.Т. Топонімічний словник України: Словник-довідник — К.:Знання, 1998. — 432 с. — ISBN 5-7707-9443-7. Архів оригіналу за 10 січня 2016. Процитовано 30 травня 2013.
3. ↑  Лазаревський О. М. Описаніе старой Малоросіи. Матеріалы для исторіи заселенія, землевладѣнія и управленія Ал. Лазарескаго / Том третий: Полкъ Прилуцкій. — Киевъ. Типографія К. Н. Милевскаго, 1902. — 454 с.
4. ↑  Ященко А. И. Топонимика Курской области. — Курск, 1958
5. ↑  Шафонський О. Ф. Черниговскаго намѣстничества топографическое описание съ краткимъ географическимъ и историческимъ описаниемъ Малыя Россіи, изъ частей коей оное намѣстничество составлено / сочиненное Действительнымъ Статскимъ Советникомъ и Кавалеромъ Афанасіемъ Шафонськимъ въ Чернигове, 1786 года. — Киевъ. Въ Университетской типографіи, 1851. — 136 с.
6. 1 2  Методичний кабінет відділу освіти Прилуцької райдержадміністрації | Велика Дівиця. Архів оригіналу за 28 вересня 2013. Процитовано 29 травня 2013.
7. 1 2  Прилуки Фортеця | Велика Дівиця
8. ↑  Прилуки Фортеця | Мала Дівиця
9. ↑  Модзалевский В. Л. Марковичи // Малороссійскій родословникъ. — Киев : Типография Г. Л. Фронцкевича и Ко, 1912. — Т. 3. Л — О. — С. 388—392. Архівовано з джерела 19 липня 2014 (рос. дореф.)
10. ↑  Большая карта Российской Империи 1812 года для Наполеона. www.etomesto.ru. Архів оригіналу за 7 січня 2022. Процитовано 7 січня 2022.
11. ↑  ИнфоРост, Н. П. ГПИБ | [Вып.] 33 : Полтавская губерния. - 1862. elib.shpl.ru. Архів оригіналу за 15 січня 2021. Процитовано 1 січня 2022.
12. ↑  Зведений каталог метричних книг, клірових відомостей та сповідних розписів (укр.). Центральний державний історичний архів України, м. Київ (ЦДІАК України). Архів оригіналу за 6 січня 2022. Процитовано 6 січня 2022.
13. ↑  Зведений каталог метричних книг що зберігаються в державних архівах України  т.10, кн..1, ст. 93, 519 ат 564 (PDF) (укр.). Український науково-дослідницкий інститут архівної справи та документознавства. Архів оригіналу (PDF) за 21 січня 2022. Процитовано 6 січня 2022.
14. ↑  Полтавский губерский статистический комитет. (1911). Список населенных мест Полтавской губернии, с кратким географическим очерком губернии (російською) . Полтава: Электроная типография Д.Н. Подземского Петровская улица собственый дом, 1912. с. 310 з  562.
15. ↑  Підсумки голосування на виборчих дільницях у загальнодержавному виборчому окрузі в межах ОВО № 210, Чернігівська область. Позачергові вибори народних депутатів України 2019 року.
16. ↑  Відомості про підрахунок голосів виборців на виборчих дільницях одномандатного виборчого округу № 210, Чернігівська область. Позачергові вибори народних депутатів України 2019 року.
17. ↑  ЗВІТ Малодівицького селищного голови за 2024 рік
18. 1 2  Чернігівщина: Енциклопедичний довідник. За редакцією А. В. Кудрицького. — Київ: «Українська Радянська Енциклопедія» імені М. П. Бажана, 1990[недоступне посилання з червня 2019]
19. ↑  Історія міст і сіл Української РСР. Чернігівська область. — К.: Головна редакція УРЕ АН УРСР, 1972. — 697 с.[недоступне посилання]
20. ↑  Рідні мови в об'єднаних територіальних громадах України — Український центр суспільних даних
21. ↑  Щоденник|Великодівицька ЗОШ[недоступне посилання з вересня 2019]
22. ↑  B2BToday | Дитячий садок «Сонечко»[недоступне посилання]
23. ↑  Прилуцька центральна районна бібліотека | Полив'яна Ніна Степанівна. Архів оригіналу за 4 липня 2013. Процитовано 29 травня 2013.
24. ↑  Високий вал | Майже півсотні артснарядів знайшли неподалік залізничної колії. Архів оригіналу за 8 лютого 2017. Процитовано 29 травня 2013.
25. ↑  Коментарі: | Де в Україні жити весело. Архів оригіналу за 30 жовтня 2013. Процитовано 30 травня 2013.